# リチャード・テイラー (クリエーター)
リチャード・テイラー（Sir Richard Leslie Taylor、1965年2月8日 - ）は、ニュージーランドのクリエーター、造形作家、映像プロデューサー、特殊効果技術者。KNZM。Weta Workshop創設者で代表を務める。

## 来歴
イギリスで生まれるが、幼少期にニュージランドへ移住。プケコヘ郊外の酪農地帯テ・ヒヒに育つ。父はエンジニア、母は教師（理科教師）。映画やエンターテイメントとは無縁の環境で育つ。幼少期はディスレクシアに悩まされたが、物作りに興味を持ち絵画や彫刻の制作を行う。
ウェズリー・カレッジ卒業後、ウェリントン・ポリテクニック（1999年にマッセー大学と統合）へ進学しグラフィックデザインを専攻する。ポリテクニックを卒業後、デザインスタジオへ入所するも6週間で退職。ギズボーンの制作プロダクションへ入所しテレビコマーシャルの制作に関わったことから映像制作の世界へ入る。共同制作者で交際相手のタニア・ロッジャーと自宅アパート裏に制作工房を構えクリエーターとしての活動を開始する。
1989年『ミート・ザ・フィーブルズ』の制作でピーター・ジャクソンと知り合い、以後、2人の共同作業が始まる。ジャクソン映画全般に関わり『ブレインデッド』でシッチェス・カタロニア国際映画祭特殊効果賞（1992年）、ポルト国際映画祭特殊効果賞（1993年）を受賞。1993年にWETAデジタルを設立。『乙女の祈り』では特撮を担当。『さまよう魂たち』でシッチェス・カタロニア国際映画祭特殊効果賞（1997年）受賞。
2001年に公開された『ロード・オブ・ザ・リング』では特撮、衣装制作、特殊メイク、小道具、ミニチュア制作を担当。テイラーはこの映画でアカデミーメイクアップ賞（2001年）、アカデミー視覚効果賞（2001年）、英国アカデミー賞メイクアップ＆ヘア賞（2001年）を受賞。
2003年に公開された『ロード・オブ・ザ・リング/王の帰還』では、アカデミーメイクアップ賞（2003年）、アカデミー衣裳デザイン賞（2003年）を受賞。
2005年公開『キング・コング』でアカデミー視覚効果賞（2005年）を受賞。
2004年、映画界への貢献によりヴィクトリア大学ウェリントンより名誉文学博士号を授与される。
2007年、映画界への貢献によりマッセー大学名誉同窓生に選出される。
2010年6月、映画界への貢献によりエリザベス2世よりニュージーランド・メリット勲章（ナイト）を授与され、サー(Sir)の称号を得る。
2015年、『サンダーバード ARE GO』の製作総指揮を務める。テイラーは『サンダーバード』のリメイク実現に14年の歳月をかけていた。